# Mount Trezubec
Mount Trezubec är ett berg i Antarktis. Det ligger i Östantarktis. Australien gör anspråk på området. Toppen på Mount Trezubec är 1 022 meter över havet.
Terrängen runt Mount Trezubec är lite bergig. Trakten är obefolkad. Det finns inga samhällen i närheten.